# Billy Clanton
William Harrison (Billy) Clanton (Contea di Hamilton, 1862 – Tombstone, 26 ottobre 1881) è stato un pistolero statunitense.
Partecipò, insieme al fratello Ike Clanton ed ai cowboys Billy Claiborne, Frank McLaury e Tom McLaury alla famosa sparatoria all'O.K. Corral (26 ottobre 1881, Tombstone) contro i fratelli Earp (Wyatt Earp, Morgan Earp e Virgil Earp) e Doc Holliday. Billy, come i due McLaury, restò ucciso nello scontro.

## Biografia
Billy Clanton nacque nel 1862, ultimo dei sette figli di Newman Haynes Clanton (1816-1881) e Mariah Sexton Kelso (1825-1866). Nel 1852 la famiglia Clanton si trasferì nella contea di Adams, e dopo la guerra civile in California. Nel 1873 la famiglia si mosse nuovamente, stavolta verso la contea di Pima, in Arizona e poi a Charleston. Fu qui che Newman Clanton costruì, nel 1877, il "Clanton Ranch" (Ranch dei Clanton). Nello stesso anno fu scoperto dell'argento sulle colline ad est del fiume San Pedro, a 24 km dal ranch dei Clanton. La vicina città di Tombstone crebbe da meno di 100 abitanti a più di 7000. 
Billy ed il fratello Ike andavano spesso a Tombstone durante i fine settimana per fare affari legati al ranch assieme ai fratelli Tom e Frank McLaury. Nel 1879 arrivò a Tombstone Wyatt Earp, al quale venne subito rubato un cavallo. Più tardi Earp individuò i ladri nei fratelli Clanton. Si pensa che in quel periodo Billy, Ike ed il padre Newman facessero parte di un gruppo di assassini che assalirono un paesino messicano, uccidendo molti abitanti. Newman fu assassinato da un gruppo di rurales messicani il 13 agosto 1881.
Il 26 ottobre 1881 i due fratelli Clanton si riunirono con Billy Claiborne e i fratelli McLaury al "Dexter Corral". Quando vennero visti armati alcuni cittadini avvertirono i fratelli Earp, che assieme a Doc Holliday tentarono di disarmare i cowboys. Quando questi si rifiutarono scoppiò una sparatoria, ricordata oggi come la famosa "sparatoria all'O.K. Corral". Mentre Clayborne e Ike Clanton scapparono, Billy e i fratelli McLaury vennero uccisi. Il loro funerale fu il più grande della storia di Tombstone: il corteo fu infatti seguito da più di 300 persone, mentre altre 2000 guardarono dai marciapiedi.

### Fonti
- Breakenridge, Billy (1928), Helldorado: Bringing the Law to the Mesquite, Boston, ed. Richard M. Brown, University of Nebraska Press, 1992, ISBN 0-8032-6100-4. Nel volume del ex-aiutante di Behan, la figura di Wyatt Earp viene presentata in chiave apertamente negativa. Il punto di vista di Breakenridge aiuta però notevolmente a stemperare i toni aulici di Lake.
- Burns, Walter Noble (1927), Tombstone, an Iliad of the West, ed. Casey Tefertiller, University of New Mexico Press, 1999, ISBN 0-8263-2154-2.
- Lake, Stuart (1931), Wyatt Earp, frontier marshal. Prima biografia autorizzata di Wyatt Earp, basata su di un'intervista rilasciata a Lake da Earp nel 1928. Il volume raccoglie anche i testi dell'autobiografia che Earp dettò nel 1926 a John H. Flood.
- (Marcus, Josephine) (1998), I Married Wyatt Earp: The Recollections of Josephine Sarah Marcus Earp, ed. Glenn G. Boyer, University of Arizona Press, ISBN 0-8165-0583-7. Le memorie della moglie di Wyatt Earp, Josephine Marcus.
- Turner, Alford E. (1981), The O.K. Corral inquest, College Station (Texas), ISBN 0-932702-16-3. Il volume raccoglie i documenti originali del processo condotto dal giudice di pace Spicer, analizzati ed annotati dell'autore Turner. Viene considerata la più autorevole fonte di informazioni sugli Earp.

### Studi
- Gatto, Steve (2000), The Real Wyatt Earp: A Documentary Biography, Silver City, ISBN 0-944383-50-5.
- Barra, Allen (1998), Inventing Wyatt Earp: His Life and Many Legends, New York, ISBN 0-7867-0685-6.
- Tefertiller, Casey (1997), Wyatt Earp: The Life Behind the Legend, New York, ISBN 0-471-18967-7.
- McCool, Grace (1990), Gunsmoke: The True Story of Old Tombstone, Tucson, ISBN 0-918080-52-5.
- Marks, Paula Mitchell (1989), And Die in the West: the story of the O.K. Corral gunfight, New York, ISBN 0-671-70614-4.